# Jean-Paul Rouland
Pour les articles homonymes, voir Rouland.
Jean-Paul Rouland, né le 28 mai 1928 à Saint-Sauveur-le-Vicomte (Manche), est un homme de radio, de télévision, écrivain, auteur dramatique et peintre français.

## Biographie
Fils d’un maître teinturier artisan, il a trois frères : Bernard, connu sous le nom de Roland-Bernard, réalisateur de télé (Nans le berger), André Rouland, technicien et Jacques Rouland,
Jean-Paul Rouland grandit dans sa famille normande à Saint-Sauveur-le-Vicomte. Sa mère décédée en 1936, son père monte à Paris. À la guerre, Jean-Paul et Jacques entrent dans une annexe des Orphelins apprentis d’Auteuil au Vésinet. Là, ses dons comiques le font remarquer du père d’un « Orpheul » qui le fait entrer au « Centre du Spectacle » où se trouvent entre autres Jean Poiret et Charles Aznavour en 1942.
Après des années galères et nombre de petits boulots (vendeur de journaux à la criée, épicier, presseur chapelier,,) il crée Les Aventures de Bidibi et Banban avec Guy Bedos et Roger Dumas.
Entré dans l’équipe de Jacques Antoine avec Pierre Bellemare, il débute à Radio Luxembourg comme auteur avec les « 36 clés », puis « 100 francs par seconde », « la fée Roja ».
En 1955 il participe à « Vous êtes formidable » sur Europe 1, puis « Les tyrans sont parmi vous » et « Hiwa l’éléphant miracle » avec le cirque Jean Richard.

Jean-Paul Rouland à gauche, en compagnie de la productrice Gabrielle Sainderichin, de son frère Jacques Rouland et Jacques Legras.

En 1958 avec Pierre Bellemare il crée « Técipress » où il fera entrer son petit frère Jacques quelques années plus tard. Là, les succès vont se succéder, tant à la radio qu’à la télévision pendant 30 ans : La Tête et les Jambes, Le Bon Numéro, La Caméra invisible, Pas une seconde à perdre, Cavalier seul, Rien que la vérité, Entrer sans frapper, Pièces à conviction, J’ai un secret, Au nom de l'amour. Avec son fidèle CO, Claude Olivier, il écrit des feuilletons pour la télévision (Les 7 de l'escalier 15, Nanou, La Pendule) et des pièces de théâtre : Le Pavé dans l’écran, La Chienlit et Reviens dormir à l’Élysée (8 ans à l’affiche au théâtre de la Comédie-Caumartin).
Il aborde le roman policier avec Le Frelon (1976), La Fouine (1977) et Poulet à l’italienne (1980), dont l’héroïne est la commissaire Lise Tanquerelle (1re femme commissaire). Le Frelon fait l’objet d’une adaptation au cinéma en 1977 sous le titre Tendre Poulet, un film réalisé par Philippe de Broca, dont les dialogues sont signés Michel Audiard, et qui met en vedette Annie Girardot et Philippe Noiret. Les mêmes interprètes reprennent leur personnage dans On a volé la cuisse de Jupiter (1980).

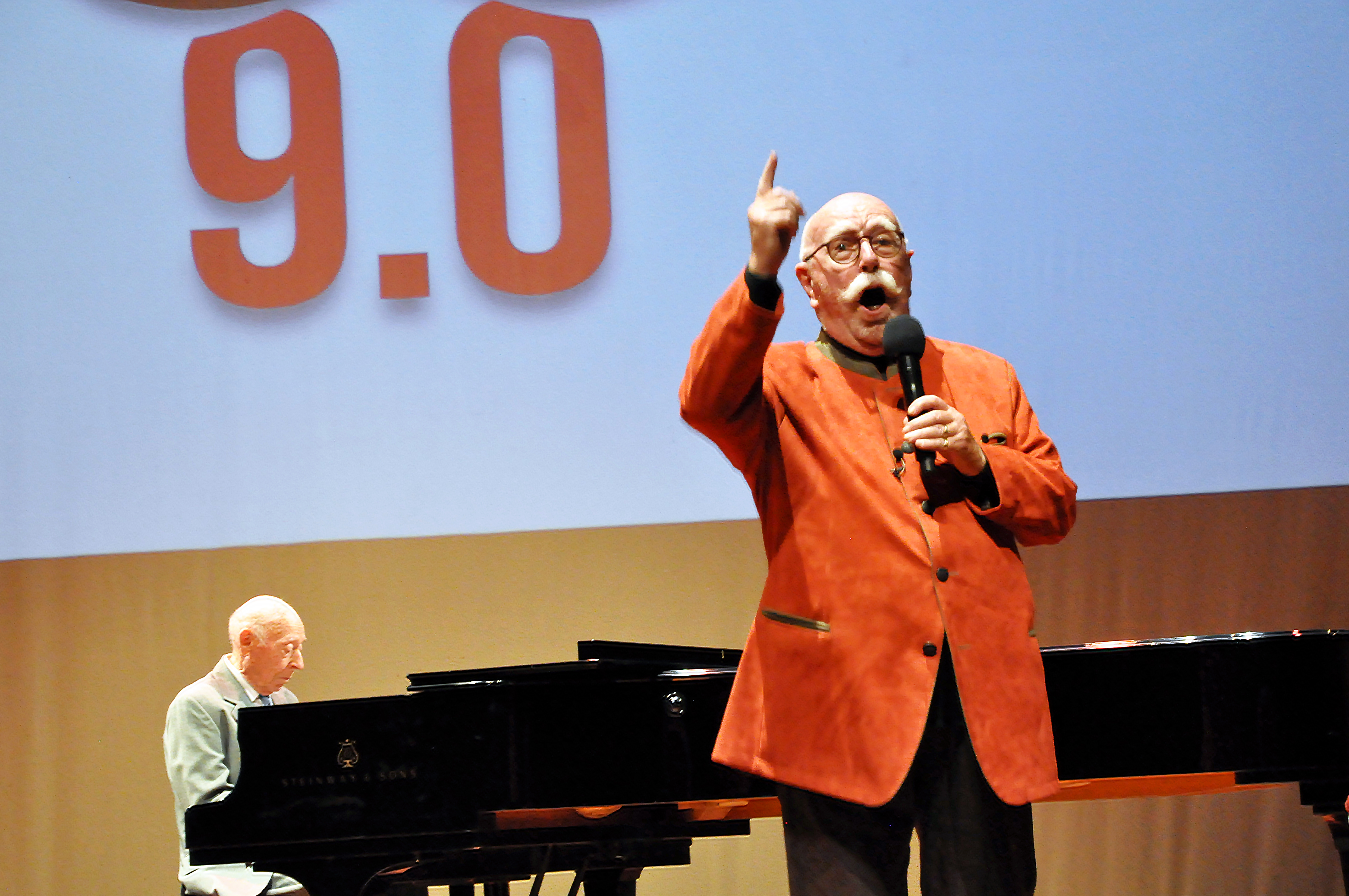
Jean-Paul Rouland accompagné au piano par Hubert Degex, le 28 mai 2018, sur la Grande Scène du Chesnay.

En 1989, Jean-Paul Rouland prend sa retraite, devient maire-adjoint à la Culture du Chesnay et ce, pendant douze ans. Il célèbre alors 407 mariages.
Il crée la peinture « Zygophile », autrement dit : des toiles destinées à faire sourire, pour mettre de bonne humeur, puis écrit son autobiographie en deux volumes : Tu seras un clown mon fils (2005), La Vocation du bonheur (2008). Puisant toujours dans ses souvenirs des innombrables questions posées dans les multiples jeux qu’il a réalisés, il publie Petites histoires de l'Histoire de France (2012) et Petits mystères de l'Histoire de France (2012).
En 2013, il raconte pour la chaîne de télévision Histoire (à 20 h 30) une série de Brèves d’Histoire. Le succès aidant, plusieurs saisons de Brèves d'Histoire suivront.
Le 28 mai 2018, Jean-Paul Rouland célèbre ses 90 ans en se produisant sur la Grande Scène du Chesnay. Durant ce spectacle intitulé Jean-Paul Rouland 9.0, il revisite avec humour, dérision et émotion les grands événements de sa vie.
Jean-Paul Rouland est membre de l'Académie Alphonse-Allais.
Il a trois enfants.

## Télévision
- 1960 La tête et les jambes
- 1964 La Caméra invisible
- 1968 Pas une seconde à perdre
- 1968 Les inconnus du dimanche
- 1968 Cavalier seul
- 1969 Total 3000
- 1970 Toute la ville joue
- 1971 Rien que la vérité
- 1971 Entrez sans frapper
- 1973 Le défi
- 1977 Ouvrez l'oeil!
- 1980-1982 Les paris de TF1

## Filmographie

### Acteur
- 1959 : Le Gendarme de Champignol
- 1959 : Les Aventures d'Oscar (série TV) : Oscar Mirandol
- 1959 : Certains l’aiment… froide : le médecin
- 1959 : Match contre la mort de Claude Bernard-Aubert
- 1967 : Les sept de l’escalier 15 : le facteur, caméo dans tous les épisodes
- 1970 : Nanou (télévision) : Ludovic
- 1982 : N’oublie pas ton père au vestiaire : Marahkrisna, le gourou

### Réalisateur
- 1967 : Les sept de l’escalier 15 (télévision)
- 1970 : Nanou (télévision)
- 1980 : Le Cheval dans le béton (télévision)
- 1984 : La Pendule (télévision)
- Apparition dans une publicité pour Aventura TV-SHOP (vu à la télé) ou il présente le merveilleux Biopiezo 2, une solution révolutionnaire pour vos gênes articulaires et musculaires

## Œuvre littéraire

### Romans policiers
- Le commissaire Tanquerelle et le Frelon, Denoël, coll. « Sueurs froides » (1976), en collaboration avec Claude Olivier, qui inspirera à Philippe de Broca le film Tendre Poulet
- La Fouine, Denoël, coll. « Sueurs froides » (1977)
- Poulet à l'italienne, Denoël, coll. « Sueurs froides » (1980)

### Autres publications
- J’en ris encore - essais de littérature humoristique, Carrère, 1986  (ISBN 2-86804-262-7)
- Le Manuscrit de joie, ouvrage édité à compte d’auteur, 1999
- Le Curieux de Paris (préf. d’Alain Decaux), Vendu par l'auteur.
- Tu seras un clown mon fils, Éditions Charles Corlet, Condé sur Noireau, 2005  (ISBN 978-2-84706-204-5)
- La Vocation du bonheur, Éditions Charles Corlet, Condé sur Noireau, 2007  (ISBN 978-2-84706-260-1)
- Petites histoires de l'Histoire de France (préf. d'Alain Decaux), éditions Hugo & Cie, 2011  (ISBN 978-2-75560-713-0)
- Petits mystères de l'Histoire de France, éditions Hugo & Cie, 2012
- Petites histoires de mon Showbiz, éditions Hugo & Cie, 2014
- Bon papa, pourquoi t'es pas mort à la guerre ?, e-book, 2021.
- J'ai la mémoire qui planche , auto-édition Amazon, 2025